# 미나미고카쇼촌
미나미고카쇼촌(南五個荘村)은 시가현 간자키군에 설치되었던 촌이다.